# Ilha São João
A Ilha São João é uma ilha fluvial, situada no rio Paraíba do Sul, na altura do Município de Volta Redonda, no Sul do Estado do Rio de Janeiro.
Para efeitos de organização e dentro da divisão setorial de Volta Redonda, está situada no bairro Voldac, Zona Norte da cidade, tendo, contígua a ela, a Ilha Pequena, onde se situam a sede da Guarda Municipal, e um parque aquático mantido pelo município.
A ilha possui uma área de 109 mil m² e abriga o Complexo Esportivo e de Lazer Prefeito Georges Leonardos, que é onde estão localizados o Ginásio Poliesportivo General Euclydes Figueiredo, que é um ginásio poliesportivo de grande porte, um pavilhão com 5.120 m², o miniestádio de futebol Edgar de Carvalho, a Escola de Hipismo de Volta Redonda - uma escola pública de Hipismo - uma mini-cidade de trânsito para educação infantil, entre outros equipamentos.
É utilizado pela cidade como centro para exposições agropecuárias, industriais e comerciais, além de ser palco de shows e eventos diversos sendo, ainda, sede de algumas secretarias municipais.